# Ozarba corniculans
Ozarba corniculans is een vlinder van de familie van de uilen (Noctuidae). De wetenschappelijke naam van deze soort is voor het eerst voorgesteld als Erastria corniculans door Hans Daniel Johan Wallengren in een publicatie uit 1860.
De soort komt voor in Ethiopië, Kenia, Rwanda, Tanzania, Zambia, Namibië, Botswana, Zimbabwe, Zuid-Afrika en Madagaskar.